# 藤原道信
藤原 道信（ふじわら の みちのぶ）は、平安時代中期の貴族・歌人。藤原北家、太政大臣・藤原為光の三男。官位は従四位上・左近衛中将。中古三十六歌仙の一人。

## 経歴
一条朝初頭の寛和2年（986年）摂政になったばかりの伯父・藤原兼家の養子として淑景舎にて元服して、従五位上に直叙され、同年侍従に任ぜられる。寛和3年（987年）正五位下・右兵衛佐、永延2年（988年）従四位下・左近衛少将、正暦2年（991年）左近衛中将に叙任されるなど武官を歴任。この間の永祚2年（990年）養父・兼家を、正暦3年（992年）実父・為光を相次いで喪っている。
正暦5年（994年）正月には従四位上に叙されたが、同年7月11日卒去。享年23。

## 人物
非常に和歌に秀で、奥ゆかしい性格と評されたという。懸想し恋文を贈った婉子女王（為平親王の娘）が藤原実資に嫁してしまった後に詠んだ和歌が『大鏡』に伝わる。また、藤原公任・藤原実方・藤原信方らと親しかった。『拾遺和歌集』（2首）以下の勅撰和歌集に49首が入首している。家集に『道信朝臣集』がある。

## 官歴
『中古歌仙三十六人伝』による。
- 寛和2年（986年） 10月21日：従五位上。11月10日：侍従。
- 永延元年（987年） 9月4日：右兵衛佐。10月14日：正五位下
- 永延2年（988年） 正月29日：左近衛少将。3月25日：従四位下
- 永延3年（989年） 正月29日：兼近江介。3月4日：兼但馬権守
- 正暦2年（991年） 9月21日：左近衛中将
- 正暦3年（992年） 正月30日：兼美濃権守
- 正暦5年（994年） 正月12日：従四位上（近衛府労）。7月11日：卒去

## 系譜
- 父：藤原為光（942-992）
- 母：藤原伊尹の次女
- 養父：藤原兼家（929-990）
- 正室：藤原遠量の娘